# Колачице (город)
Колачице (пол. Kołaczyce)  —  город  в Польше, входит в Подкарпатское воеводство,  Ясленский повят.  Имеет статус городско-сельской гмины. Занимает площадь 7,15 км². Население 1437 человек. Статус города получил в 2010 году.